# タテジマフクロウ
タテジマフクロウ(学名：Asio clamator)は、中型のフクロウであり、大きな羽角と周りが黒で縁取られた茶白色の顔盤を持つ。くちばしは黒色で、シナモン色の目を持つ。近縁の種と比べ、短く、丸い翼を持つ。上半身はシナモン色で、黒色の目立つ縦縞がある。下半身は薄い黄褐色でくすんだ縞がある。南アメリカ及び中央アメリカの一部が原産である。
これまでジャマイカズクとともにジャマイカズク属(Pseudoscops)に分類されるか、単型としてタテジマフクロウ属(Rhinoptynx)に分類されてきたが、分子的な証拠から、トラフズク属(Asio)に分類すべきことが示された。

## 概要
タテジマフクロウは比較的大きな種で、耳に似た大きな羽角を持つ。体長は30-38 cmで、体重は320-546 gである。頭、背中、翼、尾は、黒い縞と小さな模様のある茶色で、下半身は淡黄色で胸に黒い筋を持つ。顔盤は白色で、黒く縁どられる。

## 分布と生息地
タテジマフクロウは、南アメリカと中央アメリカの大部分に自生する。もしかすると夜行性で見つけにくいのが原因で分布範囲はよく分かっていないが、アルゼンチン、ベリーズ、ボリビア、ブラジル、コロンビア、コスタリカ、エクアドル、エルサルバドル、フランス領ギアナ、グアテマラ、ガイアナ、ホンジュラス、メキシコ、ニカラグア、パナマ、パラグアイ、ペルー、スリナム、トリニダード・トバゴ、ウルグアイ、ベネズエラで確認されている。水辺の森林、湿地帯、サバンナ、草原、熱帯雨林等、様々な生息環境に生息できる。海抜から、標高1,600mまでで確認されている。

## 脅威
タテジマフクロウの分布域は非常に広く、個体数は安定していると考えられている。特定の脅威にも直面しておらず、その結果、国際自然保護連合は「低危険種」と分類している。